# 川島竹早町
川島竹早町（かわしまたけはやまち）は、岐阜県各務原市の地名。丁番を持たない単独町名である。

## 地理
各務原市の南西部の川島地区に属する。
町域の東部は川島小網町、西部は川島河田町、川島松倉町、川島松原町、南部は川島小網町、川島河田町、北部は川島小網町、川島松倉町に接する。
かつてはエーザイ川島工園及びその関連会社であったクリニカル・サプライの敷地が町域を占めていたが、クリニカル・サプライがテルモ・クリニカルサプライと改称しテクモの完全子会社となり、廃止されたエーザイの社宅、寮の跡地には、物流企業の倉庫が建てられたため、2024年現在は川島竹早町の全域がエーザイ関連とは言えない。
地名はエーザイ本社の所在地（東京都文京区小石川4丁目）のかつての名称である竹早町に因む。

## 歴史
1962年（昭和37年）、エーザイが新たな工場の建設を計画し、羽島郡川島町の河田町、松倉町、小網町に跨る土地、約13万坪を取得。1963年（昭和38年）12月にエーザイと川島町との間で本契約が調印される。エーザイ川島工場（のちに川島工園）は1966年（昭和41年）3月に開所する。
1970年（昭和45年）11月6日、エーザイ川島工園及びその周囲（河田町の一部、松倉町の一部、小網町の一部）をもって竹早町が成立。
2004年（平成16年）11月1日、川島町が各務原市に編入されると同時に川島竹早町に改称する。
2009年（平成21年）、川島町中央土地区画整理組合により行われていた川島河田町の一部と川島竹早町の一部（3.43ha）の土地区画整理事業が完了。この地域をもって川島河田町一丁目から三丁目が設置される。

## 世帯数と人口
2024年（令和6年）10月1日現在の世帯数と人口は以下の通りである。
| 町丁       | 世帯数 | 人口 |
| ---------- | ------ | ---- |
| 川島竹早町 | 0世帯  | 0人  |

かつてはエーザイ川島工園の社宅、寮などがあり、1980年（昭和55年）10月1日時点では、64世帯86人が居住していた。その後社宅、寮は廃止となり、人口も0人となっている。

## 小・中学校の学区
前述のとおり人口は0人であるが、市立小・中学校に通う場合、学区は以下の通りとなる。
| 番・番地等 | 小学校               | 中学校               |
| ---------- | -------------------- | -------------------- |
| 全域       | 各務原市立川島小学校 | 各務原市立川島中学校 |

## 交通
- 各務原市ふれあいバス川島線

## 主な施設
- エーザイ川島工園
- 内藤記念くすり博物館
- テルモ・クリニカルサプライ
- CBRE GI 各務原
- 澁澤倉庫岐阜倉庫